# 王子沢町
王子沢町（おうじのさわちょう）は、愛知県瀬戸市古瀬戸連区の町名。丁番を持たない単独町名である。

## 地理
- 瀬戸市の中央部に位置する[8]。西を寺本町、北を藤四郎町・古瀬戸町、東を西拝戸町、南を東洞町・仲洞町と隣接している[8]。
- 古い窯業集落の分布地で、丘陵地斜面には登り窯が構築され王子窯と称された[9]。現在でも、陶磁器関係の小工場と住宅が丘陵地斜面に混在する[8]。また、王子沢墓地がある[8]。

### 学区
市立小・中学校に通う場合、学区は以下の通りとなる。また、公立高等学校普通科に通う場合の学区は以下の通りとなる。
| 番・番地等 | 小学校                 | 中学校                 | 高等学校 |
| ---------- | ---------------------- | ---------------------- | -------- |
| 全域       | 瀬戸市立にじの丘小学校 | 瀬戸市立にじの丘中学校 | 尾張学区 |

## 歴史

### 町名の由来
瀬戸川へ流入する王子沢による。また、一説によると、この地には最盛期に瀬戸を代表する登り窯が25基もあったと伝えられており、この地の沢は傾斜角度30度の山斜面が登り窯に最も適していて、天にそそり立つような巨大なドームはまさに窯の王者で、窯の王者の沢が訛って王子沢と呼ばれるようになったともいわれる。

### 沿革
- 1942年（昭和17年）1月9日 - 瀬戸市大字瀬戸字仲洞の一部により、同市王子沢町として成立[2]。

## 世帯数と人口
2025年（令和7年）2月1日現在の世帯数と人口は以下の通りである。
| 町丁     | 世帯数 | 人口 |
| -------- | ------ | ---- |
| 王子沢町 | 31世帯 | 61人 |

### 人口の変遷
国勢調査による人口の推移
| 1995年（平成7年）  | 116人 | [ 14 ] |  |
| 2000年（平成12年） | 112人 | [ 15 ] |  |
| 2005年（平成17年） | 99人  | [ 16 ] |  |
| 2010年（平成22年） | 105人 | [ 17 ] |  |
| 2015年（平成27年） | 100人 | [ 18 ] |  |
| 2020年（令和2年）  | 73人  | [ 19 ] |  |

### 世帯数の変遷
国勢調査による世帯数の推移。
| 1995年（平成7年）  | 41世帯 | [ 14 ] |  |
| 2000年（平成12年） | 45世帯 | [ 15 ] |  |
| 2005年（平成17年） | 42世帯 | [ 16 ] |  |
| 2010年（平成22年） | 41世帯 | [ 17 ] |  |
| 2015年（平成27年） | 39世帯 | [ 18 ] |  |
| 2020年（令和2年）  | 32世帯 | [ 19 ] |  |

## 交通

### 鉄道
町内に鉄道は走っていない。最寄り駅は、名鉄瀬戸線尾張瀬戸駅になる。

### バス
町内にバスは走っていない。最寄りのバス停は、名鉄バス「しなの線（瀬戸北線）」【1】【1H】【2】【2H】【3】【4】系統、同「本地ヶ原線」【10】系統の古瀬戸バス停になる。

### 道路
町内に国道・県道は走っていない。

## その他

### 日本郵便
- 郵便番号 : 489-0832[6]（集配局：瀬戸郵便局[20]）。